# Worldnet
 (juillet 2013).
Si vous disposez d'ouvrages ou d'articles de référence ou si vous connaissez des sites web de qualité traitant du thème abordé ici, merci de compléter l'article en donnant les références utiles à sa vérifiabilité et en les liant à la section « Notes et références ».
 (juin 2023).
World-NET (www.worldnet.net) fut le premier fournisseur d'accès à Internet pour le grand public en France (lancement le 15 février 1994) avec FranceNet (lancement le 15 juin 1994). Son activité a débuté en 1994 et s'est arrêtée en 2002.

## Historique
Le service a été créé par Sébastien Socchard (en), Philippe Langlois, Pierre Séguret, et Xavier Niel sous le nom de SCT World-NET. Le service fut lancé officiellement le 15 février 1994 au salon Computer Associates.[réf. nécessaire]
Xavier Niel participa en mettant à disposition dès le premier jour une ligne à 64 Kbit/s et Sébastien installa le premier serveur comprenant un service de mail, de news, de FTP puis l'aventure commença.[réf. nécessaire]
World-Net succéda ainsi à l’EURL SCT (Security Concept and Technology, créée le 9 octobre 1988), la société de conseil de  Sébastien Socchard, société spécialisée dans la sécurité informatique et l'administration système. Très rapidement, Franck Arnal et Franck Landais sont venus participer  au lancement du service. 
Au démarrage de Worldnet, les tarifs de connexion pour les particuliers s'élevaient à 80 francs de l'heure, puis le 11 novembre 1994, la formule évolua à 240 francs par mois. Le site web de Worldnet était accessible aux adresses worldnet.fr et worldnet.net.[réf. nécessaire]
Le 15 septembre 1994, pour la première fois en France, un kit de connexion fut distribué à des centaines de milliers d'exemplaires avec le magazine InfoPC et le journal Le Monde informatique du groupe IDG. Trois heures de connexion gratuites étaient proposées. Par la suite, des millions de CD furent distribués dans plusieurs magazines français.[réf. nécessaire]
En octobre 1994, WorldNet dut faire face à l'arrivée de 1 000 nouveaux abonnés, ce qui provoqua la saturation des équipements. Worldnet fut pourtant désigné « meilleur fournisseur d’accès à Internet » par PC Expert le même mois.[réf. nécessaire]
Dans les deux ans qui suivirent, le kit de connexion WorldNET Access permettant de se connecter à Internet fut distribué dans plus d'une trentaine de livres des éditions Sybex, Mc Millan et Micro Application. Le kit se présentait d'abord sous forme d'une disquette, puis par la suite sous forme de CD-Rom.[réf. nécessaire]
Pionnier sur le marché émergent de l'Internet grand public, WorldNet innova en créant le premier[réf. nécessaire] kit de connexion et en lançant une offre de forfait illimité de connexion à 99 francs. Il fut aussi le premier[réf. nécessaire] à offrir en France des « pages perso » et à proposer la réception de fax par courrier électronique.
Les moments les plus importants de la société ont été la diffusion massive des kits de connexion à Worldnet dans les millions de modems Olitec qui étaient vendus chaque année, ainsi que la diffusion en standard dans Windows de l'icône Worldnet, permettant à tous ceux qui achetaient un ordinateur de se connecter gratuitement à Internet pendant un mois.[réf. nécessaire]
Dernier opérateur indépendant en 2000, la société devait entrer en bourse et était valorisé 500 millions de francs. Finalement, un opérateur privé décida d'acheter Worldnet qui fut vendu le 12 juin 2000, quelques mois avant l'éclatement de la bulle Internet.[réf. nécessaire]
Depuis Sébastien Socchard est devenu un investisseur privé. En collaboration avec son partenaire de longue date, Xavier Niel, il a investi dans l'immobilier et a créé Zen Groupe en 2010.[réf. nécessaire]
En conformité avec la nouvelle législation française du M & A, Sébastien Socchard est également enregistré comme CIF (conseiller en investissement financier) et a obtenu la certification de l'autorité des marchés financiers (France) (Autorité des marchés financiers) en juin 2012.[réf. nécessaire]

## Chronologie
- Le 15 juin 1994, lors du salon professionnel de la société Computer Associates, l'offre est lancée. Les premiers clients s'abonnent au tarif de 80 francs de l'heure. Plus de 3 000 clients viendront la première année, créer les premiers internautes français. Un seul point d'accès est créé à Paris.  En 1994, Worldnet est le premier ISP français[1] à être distribué dans les magazines en disquette (InfoPC de septembre 1994) et CD-Rom[1].

- En 1995, Xavier Niel, qui avait prêté les locaux et une ligne à 64Kbit/s de sa société depuis le 15 février 1994, devient le business angel de World-NET et prend part au capital. Sans participer au management de la structure, il apportera ses conseils tout au long de l’histoire de Worldnet[1].

- En février 1996 World-NET propose un accès au niveau national (sous le numéro 36.64.40.00) à un débit variant de 14 400 à 28 800 bit/s. 10 points d'accès sur toute la France sont créés, toute la France peut désormais se connecter. Grâce à une stratégie de partenariat très active, Worldnet est distribué dans plus d'une trentaine de livres concernant Internet (Sybex, Mac Millan, Micro application, etc.). Les centaines de milliers de modems Olitec vendus chaque année contiennent aussi les Cd de Worldnet et permettent de répondre à un besoin qui deviendra courant : se connecter à Internet[1].

- En mai 1996,  Sébastien Socchard, gérant de World-NET, et Rafi Haladjian, PDG de FranceNet, sont entendus dans le cadre d'une enquête pour « détention d'images à caractère pédophile », au motif que leurs serveurs donnaient accès aux newsgroups les plus sensibles de Usenet. Cette affaire lancera la polémique sur la responsabilité des fournisseurs d'accès à Internet, lesquels se contentaient jusqu'à présent d'assurer des prestations techniques pour connecter leurs abonnés au réseau sans censure ni filtrage. Le non-lieu sera prononcé deux ans plus tard. La loi sera ensuite modifiée afin que les gérants d'opérateurs Internet ne soient plus tenus pour responsables de tout le contenu d'Internet[1].

- Le 21 janvier 1997, World-NET est la première société dont l'offre d'accès à internet est directement intégrée à tous les ordinateurs avec Windows vendus en France, offre à laquelle on accède par un simple clic sur l'icône Connexion Internet. Ce partenariat avec Microsoft permettra l'acquisition de milliers de clients[1].

- Juin 1997, World-NET dépasse les 10 000 abonnés[1].

- Novembre 1997, la connexion à 56 000 bit/s est proposée. Chaque abonné peut, pour la première fois en France, se créer un site web personnel avec les « pages perso »[1].

- Le 2 décembre 1998, World-NET soutient le boycott contre les tarifs trop élevés de France Télécom[1].

- Août 1999, les clients peuvent enregistrer un nom de domaine en .com, .net ou .org via le service d'hébergement MyWeb[1].

- Le 3 novembre 1999, World-NET propose une connexion ADSL à 512 kbit/s en réception et 128 kbit/s en émission, dont le prix fixé à 130 F par mois[1].

- Mars 2001, World-NET lance BookMyName.com, un service de dépôt de noms de domaine en .com, .net .org ou .biz[1].

- Août 2002, World-NET propose la réception des fax dans les messageries électroniques de ses abonnés[1].

World-NET, qui réalise un CA de 22 millions de francs et un résultat de 3 millions, est le dernier opérateur indépendant. Il est revendu en mai 2000 à l'opérateur télécom Kaptech (devenu Neuf Telecom) avant de cesser tout service le 31 mai 2002.

## Réseau IRC
WorldNet fournissait un réseau IRC, le service était disponible à cette adresse irc.worldnet.net. Fin 2018 le nom de domaine worldnet.net a cessé d'être renouvelé. Il a été supprimé début 2019, puis immédiatement enregistré par un drop catcher et depuis squatté. Le réseau IRC persiste à l'adresse irc.worldnet.fun et est maintenu grâce à des bénévoles.